# 詹姆斯·尼尔
詹姆斯·尼尔（英語：James Neil，1968年5月15日—），美国男子赛艇运动员。他曾代表美国参加1995年和1999年泛美运动会赛艇比赛，获得一枚金牌。他也曾参加1992年夏季奥运会。